# Grundsätze ordnungsmäßiger DV-gestützter Buchführungssysteme
Die Grundsätze ordnungsmäßiger DV-gestützter Buchführungssysteme (GoBS) waren Regeln zur Buchführung mittels Datenverarbeitungssystemen (DV), die durch Schreiben des Bundesfinanzministeriums vom 28. Juli 1995 bekanntgegeben wurden. Sie ersetzten nicht die Grundsätze ordnungsmäßiger Speicherbuchführung (GoS) vom 5. Juli 1978 (BMF IV A 7 – S 0316 – 7/78, BStBl. I S. 250): sie stellten lediglich eine Präzisierung der Grundsätze ordnungsmäßiger Buchführung (GoB) im Hinblick auf die DV-Buchführung dar. Die GoBS gehen auf die Arbeitsgemeinschaft für wirtschaftliche Verwaltung e. V. (AWV) zurück. Der nachfolgende Entwurf der AWV, die Grundsätze ordnungsmäßiger Buchführung bei IT-Einsatz (GoBIT) wurden hingegen nicht übernommen. Die GoBS sind zum 1. Januar 2015 in die unmittelbar von der Finanzverwaltung entwickelten GoBD überführt und teilweise modernisiert worden.
Die GoBS stellten eine Erläuterung zum Handelsgesetzbuch und zur Abgabenordnung in Bezug auf die ordnungsmäßige Behandlung elektronischer Dokumente dar. Sie regelten die Behandlung aufbewahrungspflichtiger Daten und Belege in elektronischen Buchführungssystemen sowie in datensicheren Dokumentenmanagement- und revisionssicheren Archivsystemen und behandelten auch Verfahrenstechniken wie Scannen und Datenübernahme. Ein wesentlicher Kernpunkt war das sogenannte Interne Kontrollsystem (IKS). Die GoBS enthielten wie die GoBD Vorgaben für die Verfahrensdokumentation, die zum Nachweis des ordnungsmäßigen Betriebes des Systems erforderlich ist.
Unmittelbar hatten sie nur für steuerliche Buchführung Geltung. Da jedoch zahlreiche kleine und mittlere Unternehmen eine Einheitsbilanz erstellen, wirkten sie sich auch auf die handelsrechtliche Buchführung aus. Ob derartige Regeln zum Handelsbrauch und somit zu handelsrechtlichen Grundsätzen ordnungsmäßiger Buchführung (GoB) werden, wenn eine große Zahl von Kaufleuten diesen Regeln aus steuerrechtlichen Gründen folgt, ist umstritten.